# Нейрокальцин-дельта
NCALD (англ. Neurocalcin delta) – білок, який кодується однойменним геном, розташованим у людей на 8-й хромосомі. Довжина поліпептидного ланцюга білка становить 193 амінокислот, а молекулярна маса — 22 245.
| 10         |  | 20         |  | 30         |  | 40         |  | 50         |
| ---------- |  | ---------- |  | ---------- |  | ---------- |  | ---------- |
| MGKQNSKLRP |  | EVMQDLLEST |  | DFTEHEIQEW |  | YKGFLRDCPS |  | GHLSMEEFKK |
| IYGNFFPYGD |  | ASKFAEHVFR |  | TFDANGDGTI |  | DFREFIIALS |  | VTSRGKLEQK |
| LKWAFSMYDL |  | DGNGYISKAE |  | MLEIVQAIYK |  | MVSSVMKMPE |  | DESTPEKRTE |
| KIFRQMDTNR |  | DGKLSLEEFI |  | RGAKSDPSIV |  | RLLQCDPSSA |  | GQF        |

A: Аланін

C: Цистеїн

D: Аспарагінова кислота

E: Глутамінова кислота

F: Фенілаланін

G: Гліцин

H: Гістидин

I: Ізолейцин

K: Лізин

L: Лейцин

M: Метіонін

N: Аспарагін

P: Пролін

Q: Глутамін

R: Аргінін

S: Серин

T: Треонін

V: Валін

W: Триптофан

Кодований геном білок за функцією належить до ліпопротеїнів. 
Білок має сайт для зв'язування з іонами металів, іоном кальцію. 
Білок нейрокальцин-дельта належить до великої родини нейронних кальцієвих сенсорів. Білок має сайти для зв'язування з іонами кальцію. Молекула нейрокальцину має гідрофобний N-міристоїловий домен, який при зв'язуванні іона кальцію переміщується на її поверхню. Цей домен вбудовується в клітинну мембрану, дозволяючи білку переходити з цитоплазми до мембрани. Найвищий рівень експреспресії в тканинах мозку . Існують дані, що нейрокальцин взаємодіє з клатрином, актином і тубуліном, і можливо бере участь в контролі клатрин-залежного ендоцитозу.
Клонування та експресія
Ген був клонований з бібліотеки кДНК. Повний ген кДНК довжиною 32,295 п.н. містить 1 відкриту рамку зчитування 3 149 по 730 нуклеотиди. Така послідовність може кодувати білок довжиною 194 амінокислотні залишки. Послідовність містить ATG старт-кодон (AGGATGG) (Консенсусна послідовність Козак (A/GXXATGG)). Три можливі сайти поліаденілювання знайдені на кінці 3' UTR. NCALD містить 6 екзонів .У людини ген розтошований в 8q22.3 локусі 8-ї хромосоми. Існує декілька (30) варіантів альтернативного сплайсингу гену. Ген має 89 ортологів, 13 парологів і ассоційований з 9-ма фенотипами .
Високий рівень експрессії NCALD в нейронах спинного та кори головного мозку, у містях росту аксону, пресинаптичних терміналях нейромязових контактів.
Функції гена
NCALD — консервативний білок, відіграє важливу роль у регуляції процесів передачі сигналу нейронів.
Встановлено, нокдаун гену за допомогою siRNA у клітинах нейронів викликає диференціюваю моторних нейронів та спричиняє рост відростувв нейрону. На відміну від цього, надмірна експресія NCALD порушує цей процес. Було встановлено, що NCALD зв'язував клатрин лише при низьких рівнях кальцію. Фібробласти, отримані від пацієнтів з м'язовою атрофією спинного мозку та клітинами, отриманими на тваринних моделях SMA, показали сильно знижений ендоцитоз, можливо, через знижений кальцій, який можна було б моделювати за рахунок нокдауну NCALD. Висновки показали, що низький рівень NCALD, який іноді спостерігається у безсимптомних пацієнтів з СМА, може дозволити вільному клатрину діяти брати участь в ендоцитозі навіть при низьких рівнях кальцію .
NCALD є кальційзалежним негативним регулятором ендоцитозу. Точковий поліморфізм 3' UTR сайта зустрічається при диабеті другого типу, можливо зумовлює схильність до діабетична нефропатія.